# جونزبورو (آرکانزاس)
جونزبورو (به انگلیسی: Jonesboro) شهری در ایالت آرکانزاس در ایالات متحده آمریکا است. جمعیت کلانشهری جونزبورو در سال (۲۰۲۱) ۱۳۵/۲۸۷ نفر بود. دانشگاه ایالتی آرکانزاس و کالج جونزبورو در این شهر واقع شده است.

## تعاریف کلی
«جونزبورو» شهری است که در کرولیز ریج در گوشه شمال شرقی ایالت آرکانزاس ایالات متحده واقع شده است. جونزبورو یکی از دو کرسی شهرستان شهرستان کریگهد است. در سال ۲۰۲۲، جمعیت این شهر ۷۹,۸۷۶ نفر برآورد شده است.

## مراکز علمی-فرهنگی
دانشگاه ایالتی آرکنسا در شهر جونزبورو قرار دارد.

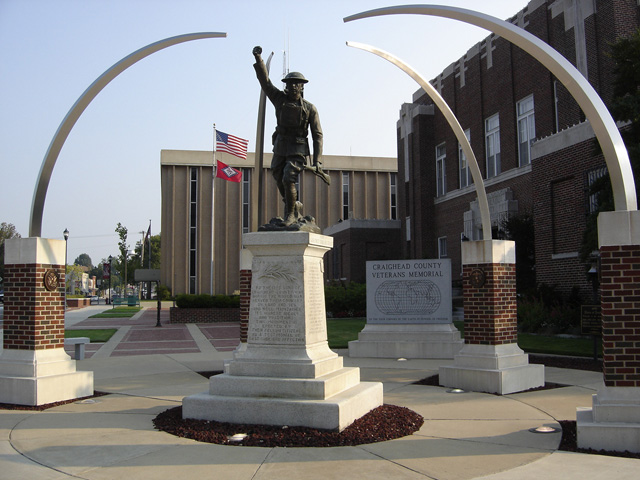
یادبود سربازان جنگ جهانی دوم از این شهر

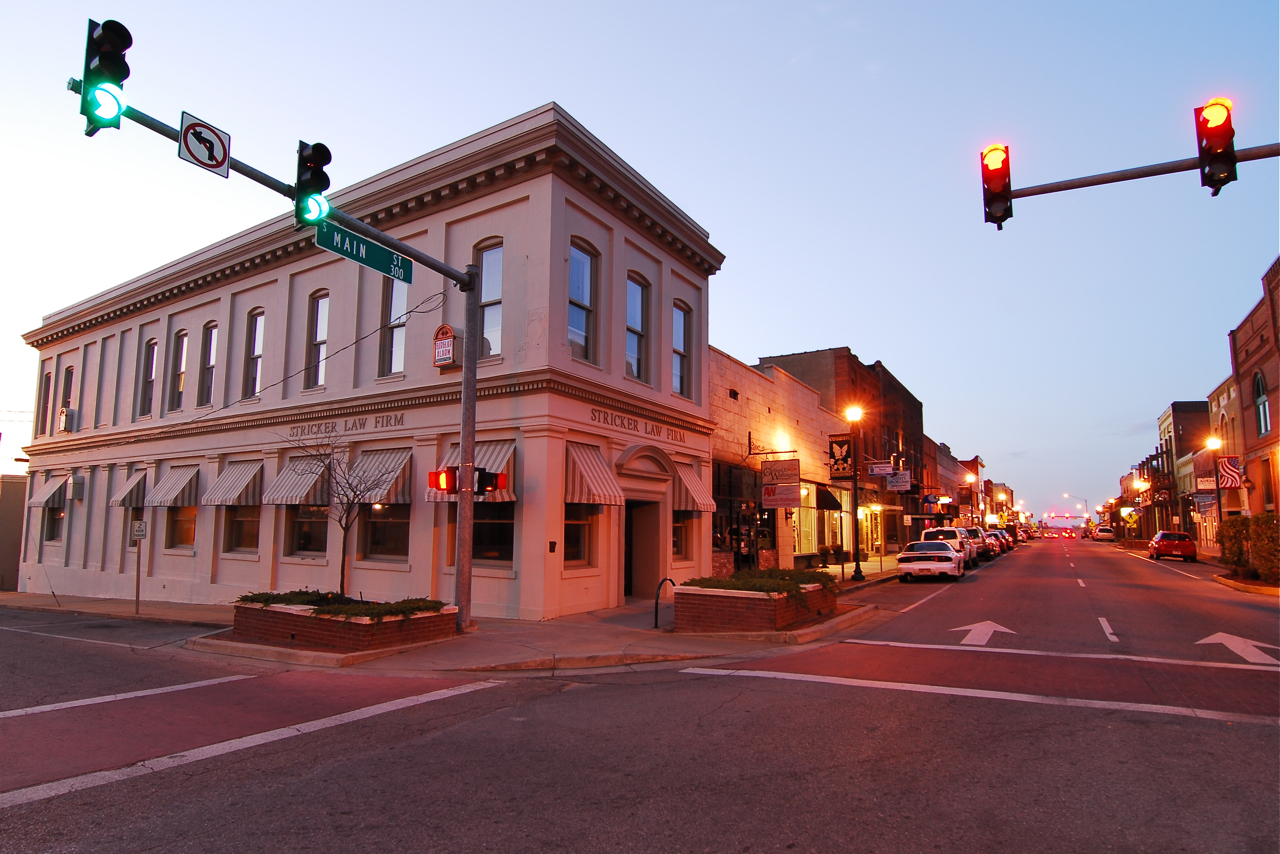